# Glas Hercegovca
Glas Hercegovca bio je hrvatski politički list koji je od 1885. do 1896. izlazio u Mostaru. Uređivao ga je Franjo Miličević. Izlazio je dva puta tjedno.